# Gianvito Casadonte

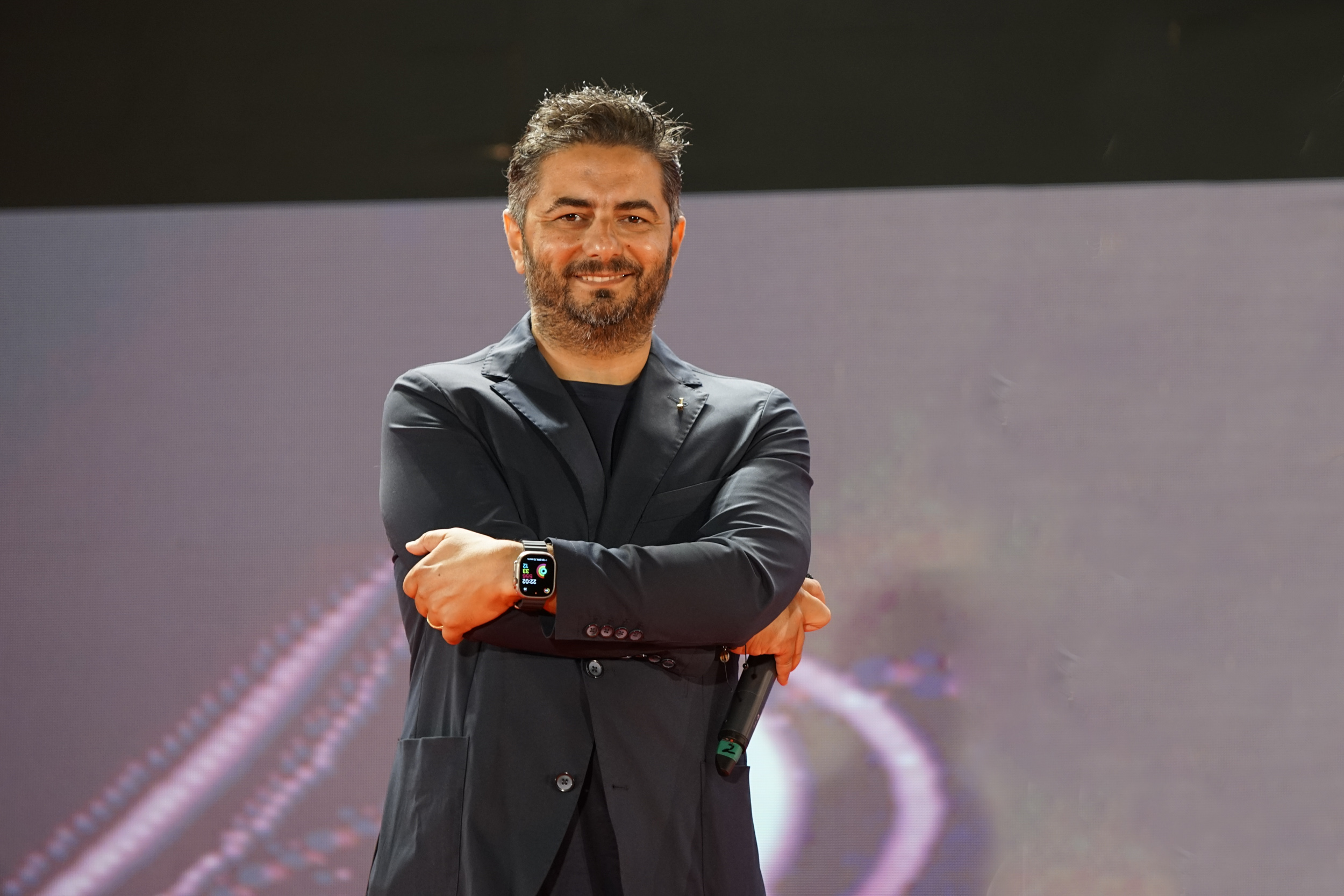
Gianvito Casadonte nel 2023

Gianvito Casadonte (Catanzaro, 26 ottobre 1977) è un direttore artistico, produttore cinematografico e produttore teatrale italiano.

## Biografia
Nasce a Catanzaro ma trascorre la sua infanzia a Montepaone, un piccolo centro non lontano da Catanzaro. Frequenta il liceo classico all'istituto dei Salesiani di Soverato. Ottenuta la maturità classica si trasferisce nuovamente, questa volta nella capitale, per iscriversi alla facoltà di Lettere, con indirizzo "Arti e Scienze dello Spettacolo", presso l'Università degli Studi di Roma "La Sapienza". In quegli anni avvengono i primi incontri di rilievo e iniziano le prime esperienze lavorative diventando l'assistente alla regia di Riccardo Milani per Il sequestro Soffiantini. Tra gli incontri organizzati "Il cinema delle donne" con Nancy Brilli e "Il nuovo cinema italiano". Si laurea in Arti e Scienze dello spettacolo nel 2002, anno in cui produce e conduce il format "Mudù" su Telespazio TV fino al 2003.
A partire dal 2004 fonda, con il fratello Alessandro, il Magna Græcia Film Festival, festival delle opere prime e seconde, presieduto dai grandi maestri del cinema italiano, tra i quali Ettore Scola e Mario Monicelli. L'anno seguente Casadonte ne produce la trasmissione televisiva sull'emittente regionale Telespazio TV. Il festival ha, col tempo acquisito notorietà anche a livello internazionale. Nel 2013 accoglieva Paul Sorvino, nel 2015 Philippe Leroy, l'anno dopp l'ospite internazionale era Matt Dillon e nel 2021 è stata introdotta la sezione opere prime e seconde internazionali.
Nel 2006 è produttore e direttore artistico della rassegna cinematografica Moto Perpetuo che si tiene a Pescocostanzo, inoltre produce lo spettacolo teatrale Lisa di Lorenzo Gioielli con Rolando Ravello e Alba Rohrwacher al Teatro Cometa Off di Roma.
Nel 2008 diventa il direttore artistico del Teatro Comunale di Soverato e coproduce il documentario Tredici. La pellicola, realizzata da Giuseppe Petitto, tratta della tragedia che colpì il camping "Le Giare", quando nella notte tra il 9 e il 10 settembre 2000, il vicino torrente Beltrame straripò uccidendo 13 persone. Lo stesso anno diventa coproduttore, con il Piccoletto di Roma, dello spettacolo teatrale Schizofrenica.doc di Silvia Scola. Produce inoltre lo spettacolo teatrale del maestro Ugo Gregoretti Storia D'Italia e il film documentario Vicino al Colosseo... c'è Monti di Monicelli.
Nel 2010 inizia a collaborare con Rai 1 in qualità di esperto cinematografico e televisivo partecipando a programmi come “Uno Mattina” e “Cinematografo”. Diventa Rappresentante regionale per il Centro-Sud nella Consulta Territoriale per le Attività Cinematografiche (Ministero dei beni e delle attività culturali e del turismo). L'anno successivo diventa Commissario per i Beni e le Attività Culturali, nella Commissione per la cinematografia nella sezione per il riconoscimento dell'interesse culturale dei lungometraggi, delle opere prime, delle opere seconde e dei cortometraggi. Rai 1 gli confida inoltre la conduzione del programma Mix Italia, su Rai 1, dedicato alla valorizzazione del patrimonio territoriale italiano.
Nel 2012 a Catanzaro, nasce la prima costola del festival cinematografico da lui ideato, dedicata alla formazione cinematografica nelle scuole con il nome di Magna Græcia School in the City, a cui seguiranno altre due edizioni. Nel 2021, sempre nel capoluogo calabrese, il festival si arricchisce del progetto Magna Græcia Experience, dedicato agli incontri formativi per gli studenti delle scuole secondarie.
Nel 2014 diventa produttore e direttore artistico della XIV edizione del Premio Fondazione Mimmo Rotella e, in occasione della Mostra internazionale d'arte cinematografica a Venezia, premia gli attori Al Pacino e Barry Levinson. Negli anni continuerà a dirigere il premio Rotella, consegnando il premio a personalità del panorama cinematografico nazionale e internazionale, quali: Johnny Depp, Mel Gibson, Jude Law, George Clooney, Michael Caine, Willem Dafoe, Donald Sutherland, Mick Jagger, Paolo Sorrentino, James Franco.
Nel 2017 viene nominato Sovrintendente del Teatro Politeama (Catanzaro).
Nel 2018 diventa direttore artistico del Taormina Film Fest, dove rimane fino al 2019. Dal 10 settembre al 2 ottobre 2020 conduce Primo Set su Rai 2, nel quale racconta la ripresa dell'industria cinematografica e televisiva a seguito della Pandemia di COVID-19 in Italia.
Nel 2021 diventa direttore artistico nel settore cinematografico della Calabria Film Commission, presieduta da Giovanni Minoli ed è stato componente della Commissione straordinaria per il Cinema e l'audiovisivo alla Direzione generale per il Cinema del Ministero della cultura.

## Produzioni e spettacoli

### Cinema
- Il sequestro Soffiantini, regia di Riccardo Milani (2001)
- Tredici, docu-film (2008)
- Vicino al Colosseo... c'è Monti regia di Mario Monicelli (2008)

### Teatro
- Lisa, regia di Lorenzo Gioielli con Rolando Ravello e Alba Rohrwacher (2006)

### Televisione
- Magna Græcia Film Festival, Telespazio TV (2005)
- Mix Italia su Rai 1, conduttore (2011)
- Primo Set su Rai 2 (2018)

## Premi e riconoscimenti principali
- 2005 Premio internazionale Calabria Mondo
- 2006 Premio Sila
- 2007 Premio Meeting del Mare
- 2007 Premio Turismo in Calabria della Borsa internazionale del turismo, Milano.
- 2008 Premio Itaca
- 2010 Premio Sparviero d'Argento, Gerace (RC).
- 2013 Premio Personalità Europea 2013, Roma.
- 2014 Vince il Premio Cultura 2014 “I Bronzi di Riace” Amantea (CS)
- 2017 Premio Carlino d’Argento, Catanzaro (CZ)
- 2018 Premio Italia Informa, Roma